# يسرى مارديني
يسرى مارديني (5 مارس 1998) رياضية سورية وهي سبّاحة شاركت في الألعاب الأولمبية الصيفية 2016. فرّت من بلادها سوريا خلال الثورة السورية وطلبت اللجوء الانساني في ألمانيا. بدأ والدها في تدريبها على السباحة منذ أن كان عمرها ثلاث سنوات. عندما اشتعلت الحرب في سوريّا اضطرّت مثلها مثل الآلاف من السوريّين للهرب مع أختها سارة الأكبر منها سنًّا في رحلةٍ بحريّة خطرة. 

## السيرة الذاتية
ولدت يسرى مارديني سنة 1998 في دمشق. فرّت سنة 2015 من الحرب الدائرة في سوريا عبر بيروت، ثم أزمير - تركيا وصولا إلى لسبوس - اليونان، مع أختها سارة وهي أكبر منها سنّا. تعطّل القارب الذي كان سيوصلهما إلى جزيرة لسبوس، فاضطرت يسرى وأختها ورجل ثالث من افغانستان أن يسبحوا لدفع وسحب القارب لمدة ثلاث ساعات وإيصاله إلى الشاطئ. وصلت يسرى إلى اليونان بدون حذاء، مع فقط حقيبة صغيرة بها هاتف وبعض النقود، ومن ثم وصلت إلى ألمانيا حيث استضافتها اللجنة الأولمبية الوطنية الألمانية، واعتُبرت بطلة. منذ اختيارها للمشاركة في دورة الألعاب الأولمبيّة لعام 2016 في ريو دي جانيرو، عملت اللاجئة السوريّة يسرى مارديني مع المفوضيّة عن كثب، مسلطةً الضوء على أوّل فريق أولمبيّ للاجئين وعلى أزمة اللاجئين العالميّة الأوسع نطاقًا. وتمّ تعيينها سفيرة للنوايا الحسنة للمفوضية في أبريل 2017. لقد نشرت مارديني سيرتها الذاتيّة في كتاب بعنوان: "فراشة: من لاجئة إلى أولمبيّة، حكايتي للنّجاة، والأمل والنصر(بالإنجليزية: Butterfly: From Refugee to Olympian - My Story of Rescue, Hope, and Triumph)وقد نشر الكتاب في تاريخ 15 مايو عام 2018

## حياتها المهنية
جرى تدريب مارديني على السباحة بدعم من اللجنة الأولمبية السورية في عام 2012، مثلت سورية في بطولة الاتحاد الدولي للسباحة العالمية عام 2012، في مسابقات 200 متر فردي متنوع و 200 متر حرة و 400 متر حرة.
حال وصولها إلى ألمانيا استأنفت مارديني تمريناتها في نادي السباحة فاسافروند شبانداو (Wasserfreunde Spandau 04) في برلين، على أمل أن تطور من مهاراتها للمشاركة في الأولمبياد. بعد أن تأهلت في سباق 200 متر سباحة حرة، أصبحت مارديني في يونيو 2016م واحدة من بين الرياضيين العشرة المشاركين ضمن فريق اللاجئين في أولمبياد ريو، حيث شاركت في سباق 100 متر سباحة حرة وسباق 100 متر فراشة.
يقول توماس باخ رئيس اللجنة الأولمبية الدولية: نحن نساعدهم لتحقيق حلمهم نحو التفوق الرياضي بعد هروبهم من الحرب والعنف. فازت مارديني في سباق الفراشة ضمن الجولة الأولى، لكن الرقم الذي حققته لم يأهلها إلى نصف نهائيات أولمبياد ريو.

## السباحتان (فيلم)

غلاف فيلم السباحتان 2022

أُنتج فيلم السباحتان وهو فيلم دراما أمريكي يحكي قصة يسرى وسارة مارديني. الفيلم من إخراج سالي الحسيني وبطولة: الألماني ماتياس شفيغوفر، والسورية كندة علوش والبريطاني جايمس فلويد والشقيقتين اللبنانيتين اللتان مثلتا قصة يسرى وأختها سارة؛ ناتالي ومنال عيسى، والفلسطيني علي سليمان. عُرض الفيلم على منصة نتفليكس في عام 2022، واحتل قائمة أكثر 10 أعمال مشاهدة في منصتهم العربية.

## روابط خارجية
- يسرى مارديني على موقع الاتحاد الدولي للسباحة (الإنجليزية)
- يسرى مارديني على موقع SwimRankings.net (الإنجليزية)
- يسرى مارديني على موقع اللجنة الأولمبية الدولية (الإنجليزية)
- يسرى مارديني على موقع أوليمبيديا (الإنجليزية)